# Pierre et Jean (film, 1943)
Pour les articles homonymes, voir Pierre et Jean (homonymie).
Pour plus de détails, voir Fiche technique et Distribution.
Pierre et Jean est un film français d'André Cayatte, d'après le roman du même nom de Guy de Maupassant. Le film est sorti en 1943.

## Synopsis
Alice est une jeune femme, maman d'un petit garçon, Pierre. Malheureuse dans sa vie de couple, elle tombe amoureuse d'un jeune docteur venu soigner l'enfant, et envisage de partir avec lui et son fils. Mais prise de scrupules, elle renonce pour le bien de l'enfant. Vingt années plus tard, Pierre suspecte son frère cadet, Jean, de n'être que son demi-frère.

## Fiche technique
- Titre : Pierre et Jean
- Réalisation : André Cayatte, assisté de Jean-Devaivre
- Dialogues : André-Paul Antoine
- Scénario : André Cayatte, d'après le roman Pierre et Jean de Guy de Maupassant
- Décors : Andrej Andrejew
- Costumes : Rosine Delamare
- Photographie : Charles Bauer
- Montage : Marguerite Beaugé
- Son : William Sivel
- Musique : Roger Dumas
- Société de Production : Continental-Films
- Producteur : Alfred Greven (non crédité)
- Pays de production :  France
- Format :  Noir et blanc - 1,37:1 - 35 mm - Son mono
- Genre : Drame
- Durée : 72 minutes
- Date de sortie : 
  - France : 29 décembre 1943

## Distribution
- Renée Saint-Cyr : Alice
- Noël Roquevert : Marcel Roland
- Jacques Dumesnil : Marchat
- Gilbert Gil : Pierre
- Bernard Lancret : Jean
- Solange Delporte : Louise
- René Génin : Pascaud
- Paul Barge : Le garçon de la guinguette
- Dany Bill : Pierre, enfant
- Georges Chamarat : Carbonnel
- Raymond Raynal : Le boxeur
- Huguette Vivier : Loulou Vertu